# Alexandre Bivort
Alexandre Joseph Désiré Bivort (1809–1872) fue un horticultor belga , especializado en pomología . Fue particularmente influyente en la sistematización de la nomenclatura de las variedades de pera.

## Biografía
Bivort nació en Fleurus el 9 de marzo de 1809. Se educó en la escuela industrial de Melle y en el colegio de Aalst , donde se graduó de la escuela secundaria a los quince años.  Mientras trabajaba en el negocio familiar del carbón en Jumet , dedicó gran parte de su tiempo al estudio de la agricultura y finalmente se convirtió en horticultor a tiempo completo. En 1840 adquirió la colección de semillas de Jean-Baptiste Van Mons, que ascendía a unas 20.000 semillas, y la transportó gradualmente a su propiedad en Saint-Remy-Geest En 1854 fue promocionado al puesto de director de la "Société Van Mons".
Mantuvo correspondencia con muchos destacados pomólogos internacionales y fue secretario del comité editorial de los "Annales de pomologie belge et étrangère" (1853-1860) de la "Commission Royale de Pomologie", a los que contribuyó sustancialmente. Murió en Fleurus el 8 de mayo de 1872.

## Publicaciones
- Album de pomologie (4 vols., editado entre 1847 y 1850).[3] Este álbum fue publicado en folletos mensuales durante 4 años desde 1847 a 1851. Son las litografías ejecutadas con gran finura y realismo las que dan valor a esta obra. Los tableros están pintados a mano, muy meticulosamente, con esquemas de color muy ricos y sutiles. Las litografías no siempre representan el fruto perfecto, pueden estar dañadas o enfermas, aproximación inusual a esta época en la que se buscaba la perfección.
- Anales de pomología belga y extranjera , publicados entre 1853 y 1860. Esta obra fue reimpresa enSeptiembre de 1998.
- Los frutos del jardín de Van Mons (inacabado).